# Ле Хонг
Ле Хонг (вьет. Lê Hồng; 1938, Хатинь, Французский Индокитай, — 1985, Убонратчатхани, Таиланд), он же Данг Куок Хиен (вьет. Ðặng Quốc Hiền) — вьетнамский военный и антикоммунистический активист, офицер южновьетнамской армии, участник Вьетнамской войны. После падения Сайгона эмигрировал в США и примкнул к военно-политической организации Хоанг Ко Миня. Был командиром антикоммунистических повстанцев, участвовал в вооружённых рейдах с таиландской территории во Вьетнам и Лаос. Умер от болезни на повстанческой базе. Считается одним из ведущих деятелей радикального крыла вьетнамской антикоммунистической политэмиграции.

## Армейский офицер
Родился в семье вьетнамских католиков. Воспитывался в духе вьетнамского прозападного национализма и непримиримого антикоммунизма. В 1950, будучи двенадцатилетним подростком, он присоединился к французским войскам, которые освободили его деревню от власти Вьетминя. Первоначально освоил специальность военного радиста.
В 1954, после поражения французов в битве Дьен-Бьен-Фу, Ле Хонг перебрался на Юг. Идейно и политически поддерживал антикоммунистические правительства Республики Вьетнам. Поступил на службу в парашютно-десантный батальон южновьетнамской армии. Участвовал в боях Вьетнамской войны, командовал парашютно-десантным батальоном, развёрнутым в полк коммандос. Считался одним из лучших офицеров южновьетнамской армии.
В апреле 1975 войска ДРВ и Вьетконга вели массированное наступление на Сайгон. Ле Хонг настаивал на активной обороне. Однако после артобстрела было принято решение сдать Сайгон без боя.

## Повстанческий командир
Ле Хонг эмигрировал во Францию, однако с самого начала намеревался продолжать вооружённую антикоммунистическую борьбу. Он перебрался в США и установил связь с Хоанг Ко Минем. 30 апреля 1980 участвовал в создании Mặt trận Quốc gia Thống nhất Giải phóng Việt Nam — Национального объединённого фронта освобождения Вьетнама.
Ле Хонг принял на себя оперативное руководство вооружёнными формированиями Фронта — Зарубежной армией освобождения Вьетнама. С санкции начальника канцелярии таиландского правительства Судсая Хасадина была организована военная база в Бунтхарике (провинция Убонратчатхани) по кодовым номером 83. Оттуда проводились вооружённые рейды во Вьетнам и в Лаос, получившие название Đông Tiến — «Вперёд на Восток». Ле Хонг лично участвовал в боях с вьетнамскими и лаосскими войсками. Принял оперативный псевдоним Данг Куок Хиен, который с тех пор часто употреблялся как его личное имя.

Я приветствую лучших сынов нашей родины, пришедших нести свободу пятидесяти миллионам братьев и сестёр, томящимся в тюрьме Вьетконга. Скоро вы начнёте новую жизнь в боях. От вас потребуется высокое моральное чувство нации, свободы и справедливости. Помните, что вы – добровольцы революционной армии, а не наёмники и даже не призывные солдаты. Любите своих товарищей, своих командиров, свой народ. Помните, что от народа получили вы оружие, экипировку и пищу, будьте ему благодарны. Это снаряжение вы обязаны защищать как собственную жизнь. Любые мысли, внушённые откуда-то извне, любые амбиции должны быть удалены из сознания. Всё – во имя освобождения Вьетнама, и ничего иного! Всё – во имя идеалов свободы и нации, и никак иначе! Спасибо всем, кто пришёл. Получайте оружие.

Выступление Ле Хонга перед новобранцами на базе 83

Военно-политическое руководство Фронтом сосредоточил в своих руках Хоанг Ко Минь. Функции Ле Хонга сводились к оперативному командованию во время рейдов и текущему управлению базой. Существуют версии о конфликте между Хоанг Ко Минем и Ле Хонгом и даже об убийстве Ле Хонга по приказу Хоанг Ко Миня, однако они не имеют доказательных подтверждений. Большинство источников сходятся на верности Ле Хонга лидеру.
В апреле 1984 Ле Хонг впервые за четыре года прибыл в США. Он участвовал в нескольких публичных мероприятиях вьетнамской диаспоры, рассказал о ходе вооружённой борьбы.
Ле Хонг скоропостижно скончался от распространённой в джунглях малярии 1 мая 1985, после очередного рейда. Его сменил Зыонг Ван Ты, также бывший южновьетнамский офицер. Смерть Ле Хонга нанесла сильный удар по Фронту, тем более, что уже в 1986 погиб Зыонг Ван Ты. В 1987, попав в окружение в ходе боевого рейда, покончил с собой Хоанг Ко Минь.

## Память и семья
Современное отношение к Ле Хонгу неоднозначно. В СРВ он официально причисляется к «американским марионеткам» и «террористам», упоминания о нём редки. Во вьетнамской диаспоре имя Ле Хонга пользуется почётом и уважением, но зачастую сторонники мирного протеста сожалеют о его некритическом следовании за Хоанг Ко Минем.
Ле Хонг был женат, имел четверых детей. Некоторые члены его семьи несколько лет провели в «лагере перевоспитания» и остались в СРВ.